# Rue Soufflot (Paris)
Pour les articles homonymes, voir Soufflot.
La rue Soufflot est une voie située à la jonction des quartiers de la Sorbonne et du Val-de-Grâce du 5e arrondissement de Paris.

## Situation et accès
Orientée est-ouest, la rue Soufflot, large d'une trentaine de mètres et longue de presque trois cents, relie la place du Panthéon au boulevard Saint-Michel. Elle fait face à la place Edmond-Rostand et, au-delà de cette place, à la grille du jardin du Luxembourg. Dans le sens inverse, cette voie offre une belle perspective vers le Panthéon.
Elle est accessible par la gare du Luxembourg de la ligne B du RER (« ligne de Sceaux ») et plusieurs lignes de bus du réseau de la RATP.  

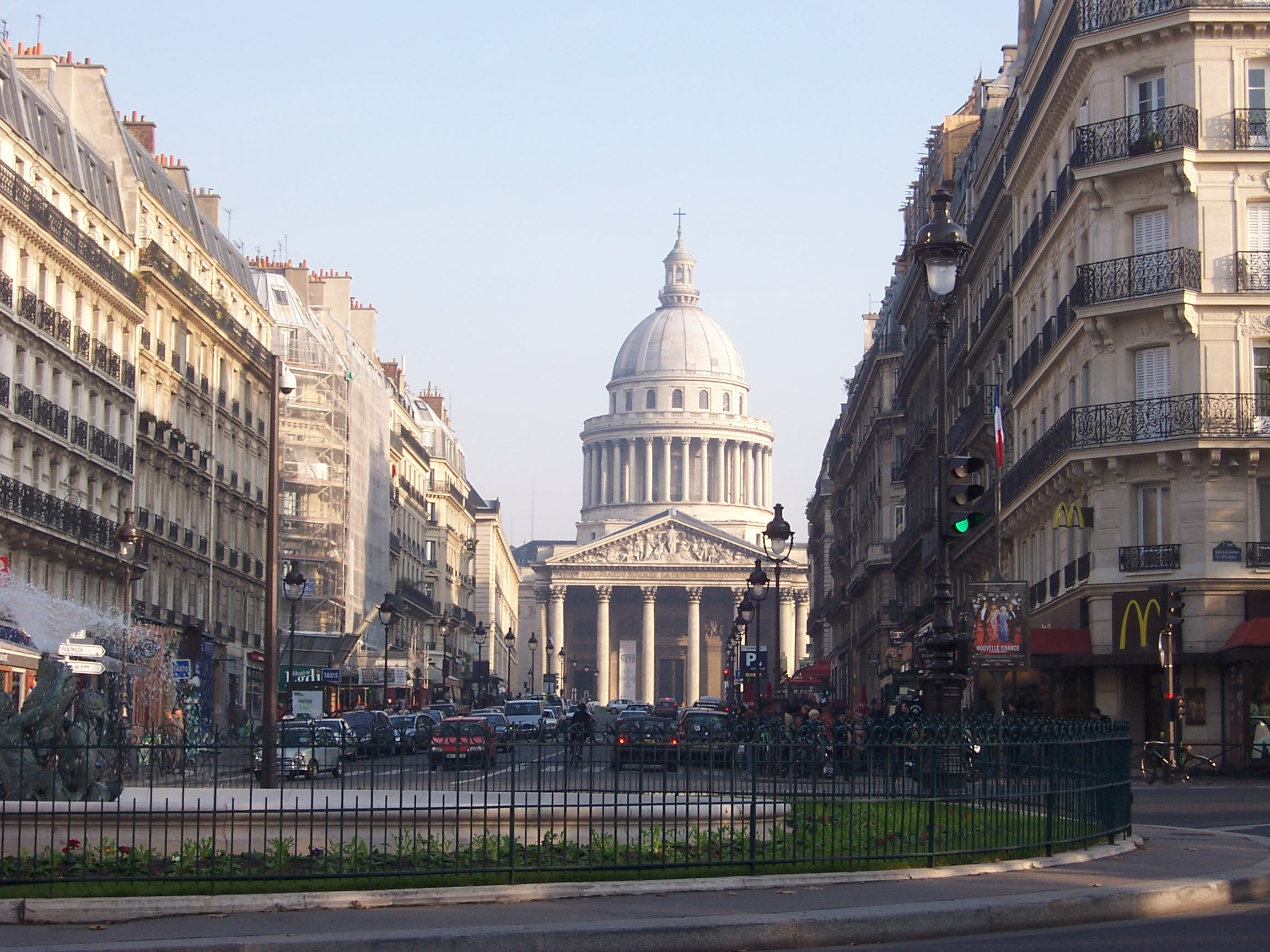
Perspective de la rue Soufflot, depuis la place Edmond-Rostand vers le Panthéon.
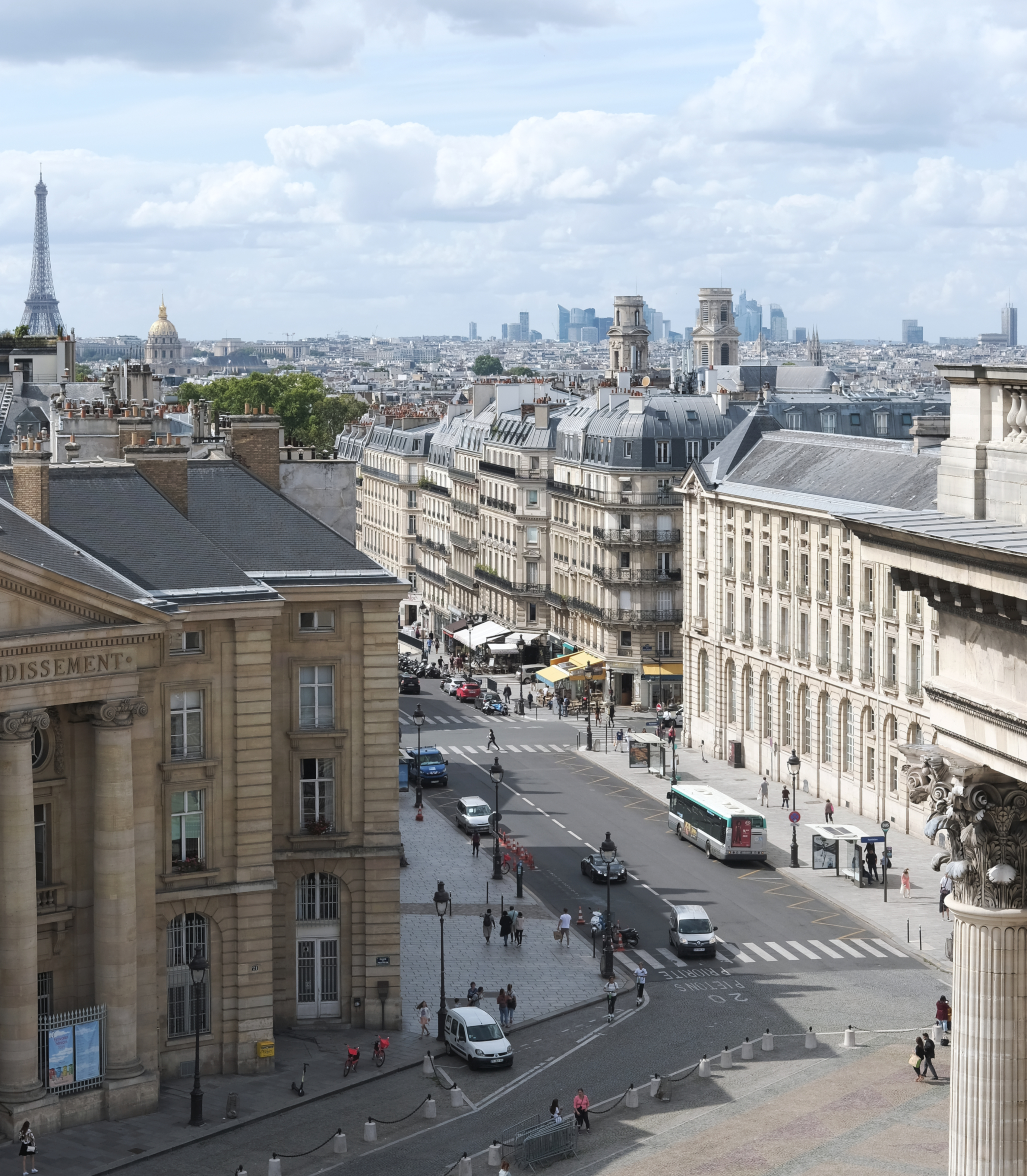
Rue Soufflot vue depuis le Panthéon ; à gauche la mairie du 5e arrondissement.

## Origine du nom et autres dénominations

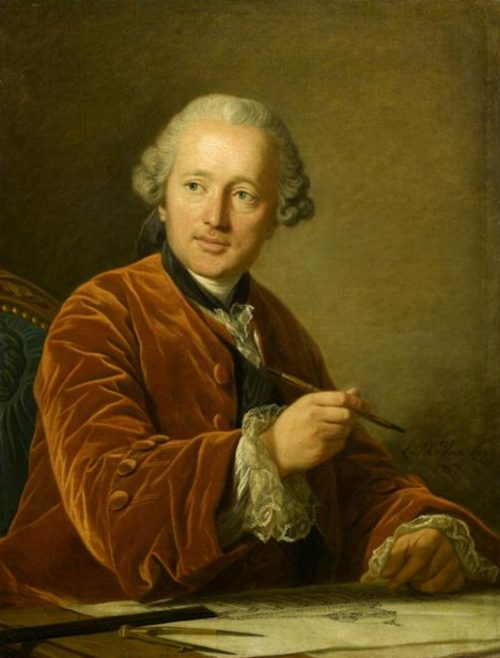
Jacques-Germain Soufflot.

La rue doit son nom à Jacques-Germain Soufflot (1713-1780), architecte du Panthéon de Paris.
La rue Soufflot s'est appelée « rue du Panthéon-Français » sous la Révolution. Elle a repris son ancienne dénomination en 1807.

## Historique
Le tracé de la voie reprendrait celui de l'ancien decumanus. 
Le forum de Lutèce, centre de la vie religieuse, civique et commerciale de la cité antique, s'étendait dans l'axe de la rue Soufflot entre le cardo maximus ou Via superior  de l'actuelle rue Saint-Jacques, principal axe nord-sud, et le cardo de l'actuel boulevard Saint-Michel. Son existence a été découverte au milieu du XIXe siècle par l'archéologue Théodore Vacquer.
La partie de la place du Panthéon à la rue Saint-Jacques est aménagée  vers 1760 en même temps que la nouvelle église Sainte-Geneviève, actuel Panthéon, pour lui donner une perspective.
Sa création par l'architecte de l'église entraîne la destruction des bâtiments du collège de Lisieux et des  maisons du côté nord de la rue de la Bretonnerie supprimée.
À la fin du XVIIIe siècle, la place devant l'église et l'amorce de la  rue avaient une forme évasée irrégulière au départ de la rue Saint-Jacques, sauf la partie de l'école de droit édifiée par Soufflot de 1771 à 1774 à l'angle de la future place du Panthéon.

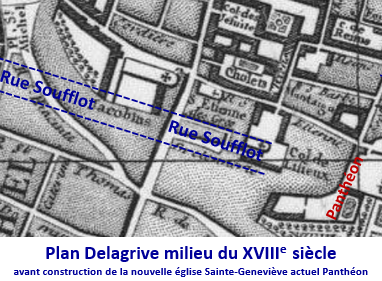
Tracé de la future rue Soufflot sur le plan de Delagrive vers 1750.
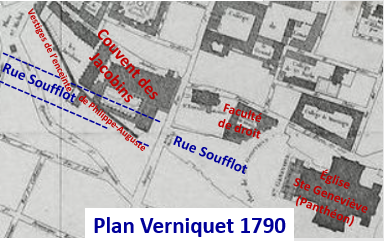
La future rue Soufflot sur le plan de Verniquet de 1790.

Cette partie de la rue a été régularisée au cours du XIXe siècle, côté nord  par le prolongement de la faculté de droit sur le modèle de Soufflot jusqu'à la rue Saint-Jacques, côté sud par la mairie du 5e arrondissement, construite de 1846 à 1850 à l'imitation de la faculté de droit, et par les immeubles des numéros 3 et 9.
Les immeubles des numéros 5 et 7 construits en 1734 en bordure de l'ancienne rue de la Bretonnerie adossée à l'enceinte de Philippe Auguste ont cependant été conservés. Leur orientation en biais par rapport à l'alignement est un témoignage du tracé de la fortification médiévale dont des vestiges ont été découverts en 1922 lors de travaux dans la mairie. Les marches témoignent, par ailleurs, des travaux de nivellement de la rue.

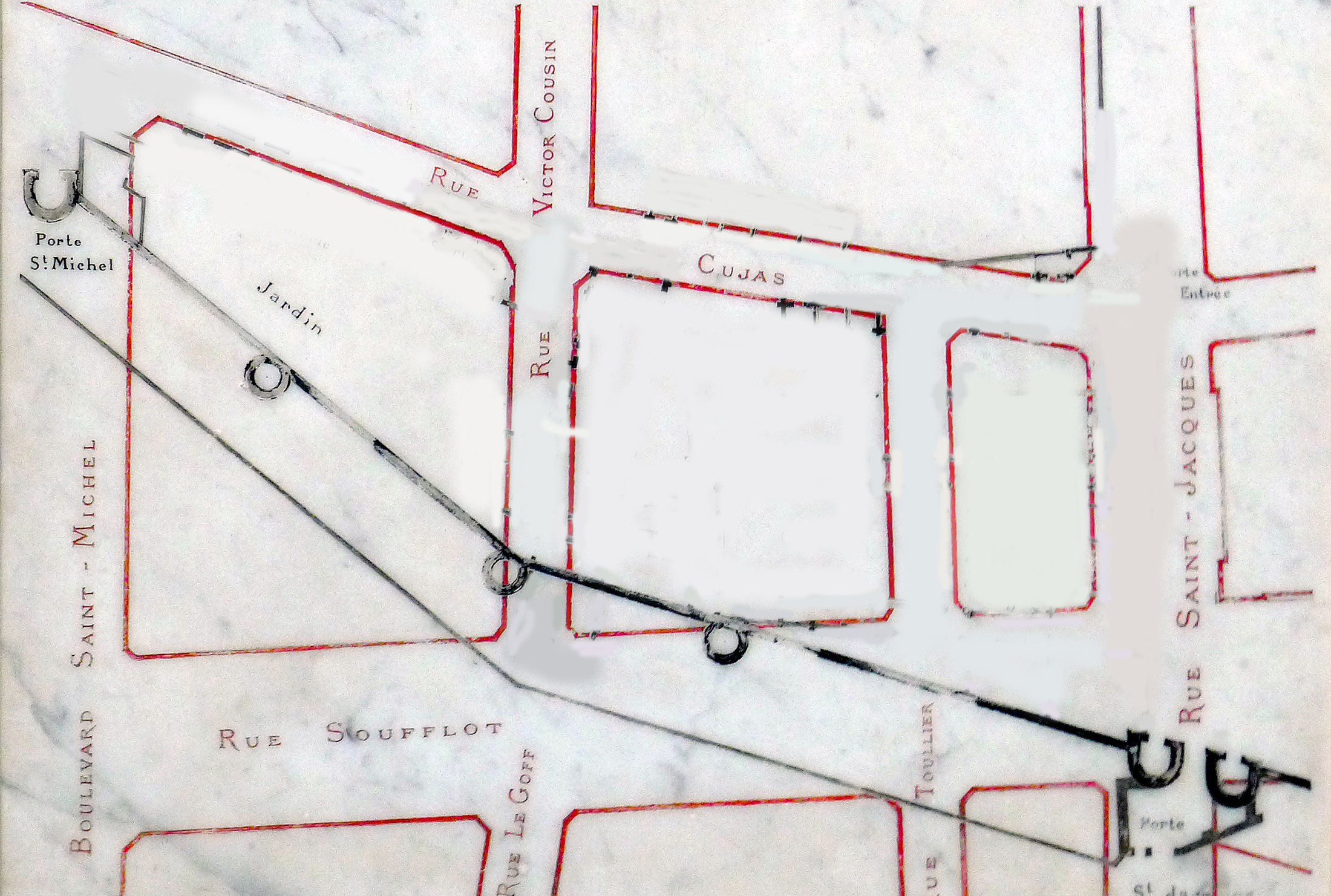
Enceinte de Philippe Auguste.
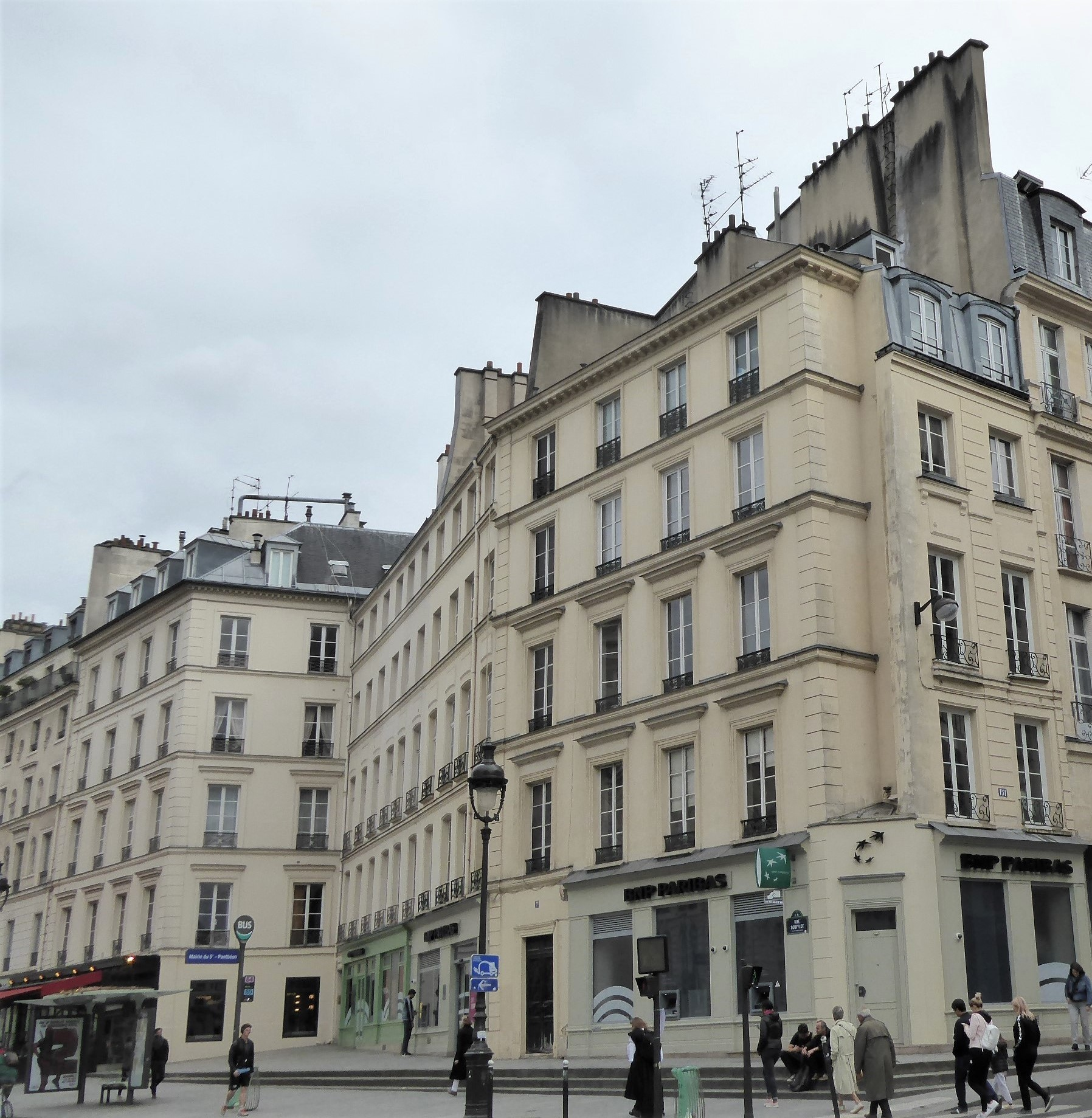
Du 3 au 9, rue Soufflot.
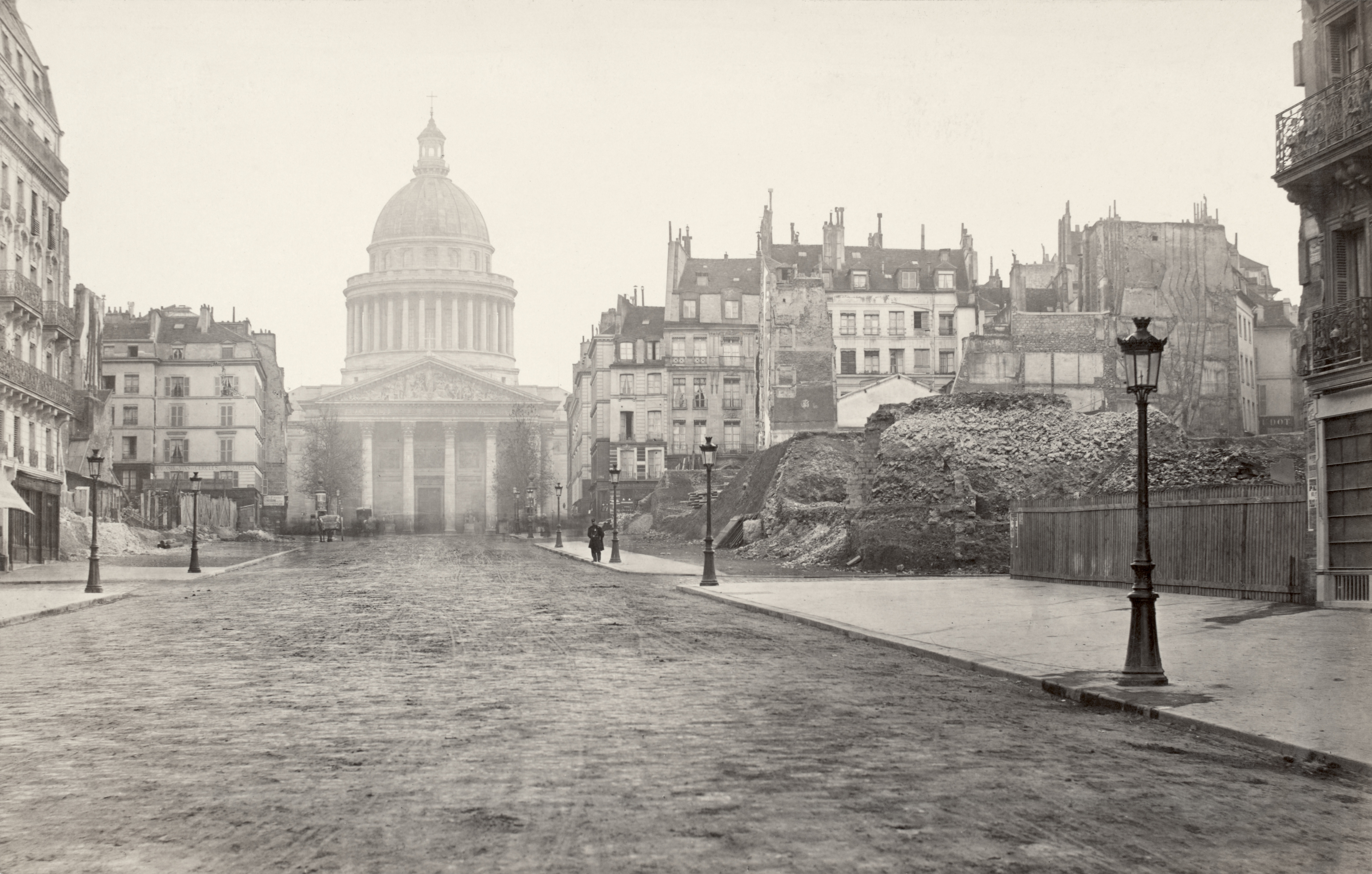
Démolition pour élargissement après 1859 (photo de Charles Marville).

Son prolongement prévu à l'origine jusqu'à l'actuel boulevard Saint-Michel a été réalisé de 1846 à 1847[pas clair] d'après les plans de Soufflot qui prévoyaient un léger évasement à partir du boulevard Saint-Michel pour mise en perspective du Panthéon. Cette partie a été élargie à partir de 1859[réf. nécessaire] par Haussmann sur un plan strictement parallèle avec destruction et remplacement des immeubles datant d'une quinzaine d'années[réf. nécessaire].
Cette partie de la rue Saint-Jacques au boulevard Saint-Michel fut aménagée sur les terrains de l'ancien couvent des Jacobins faisant disparaître ses derniers vestiges et également ceux du remparts de Philippe Auguste dont le tracé en biais reliait l'actuelle rue Victor-Cousin à la porte Saint-Jacques qui était située entre les numéros 172 et 151 bis de la rue Saint-Jacques.
Ce prolongement a également fait disparaître la rue Saint-Hyacinthe établie à l'emplacement des anciens fossés extérieurs au mur de Philippe Auguste. La rue Paillet la remplace en partie.
Au XIXe siècle, la rue Soufflot reçoit la visite régulière d'une célébrité du Quartier latin : la Femme au perroquet, portant un ara au poing et distribuant jouets et bonbons aux enfants.
Le 25 avril 1918, durant la première Guerre mondiale, un obus lancé par la Grosse Bertha explose au no 22 rue Soufflot.
Le jour de son investiture, le 21 mai 1981, le président François Mitterrand remonte, depuis la place Edmond-Rostand, la rue Soufflot vers le Panthéon afin de déposer des roses sur les tombeaux de Jean Moulin, Victor Schœlcher et Jean Jaurès.
La rue Soufflot est généralement remontée par le cortège funèbre lors du transfert d'une personnalité au sanctuaire du Panthéon.

Vues historiques
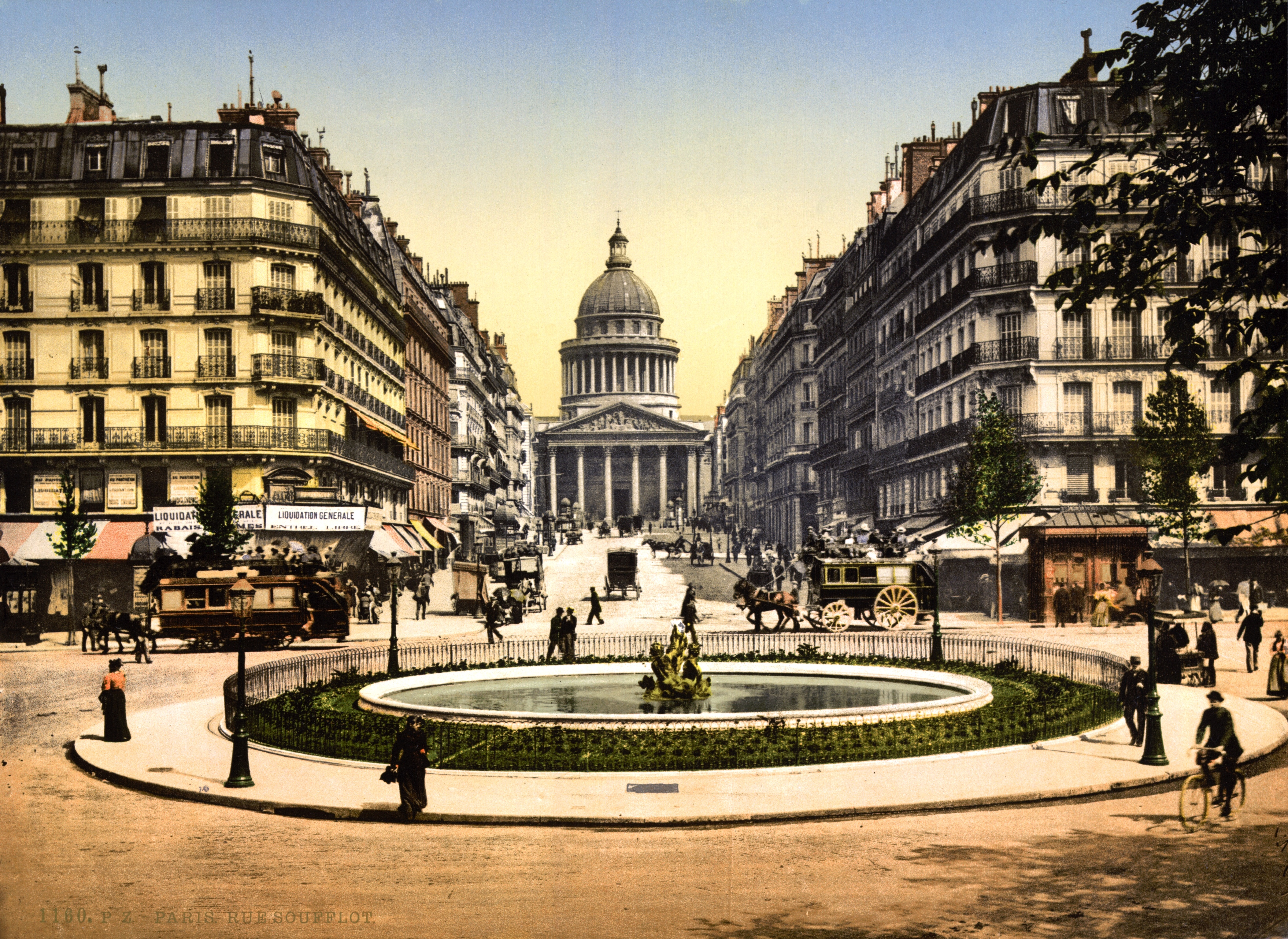
La rue Soufflot vue depuis le boulevard Saint-Michel.
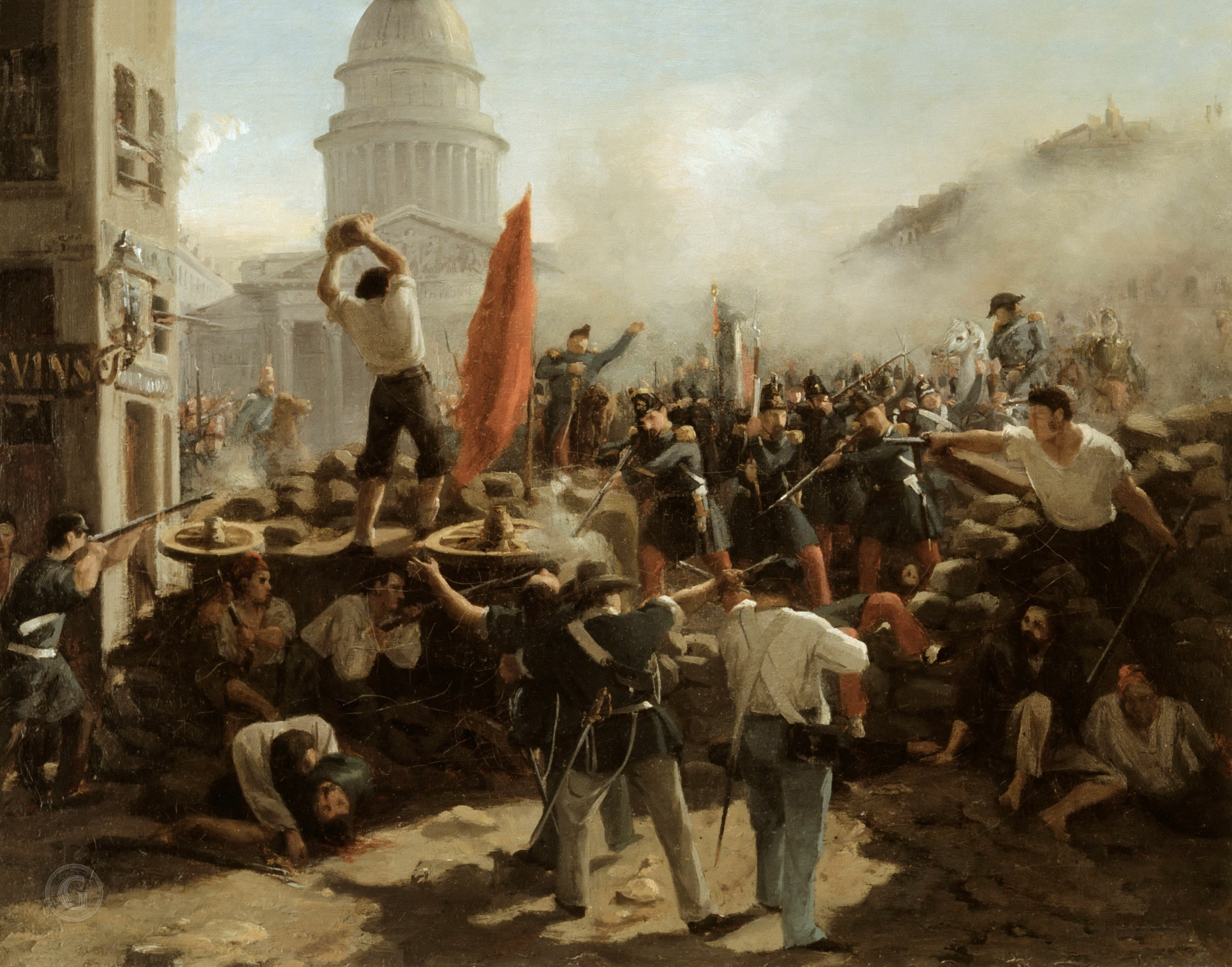
Barricade rue Soufflot, lors de la révolution française de 1848, peinture d'Horace Vernet.
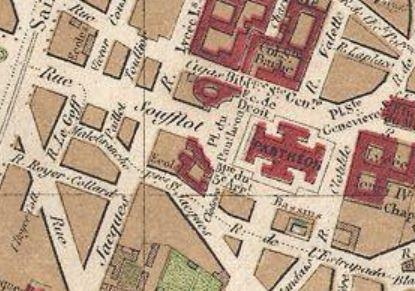
Rue Soufflot et place du Panthéon - plan de Paris Hachette 1894.

## Bâtiments remarquables et lieux de mémoire

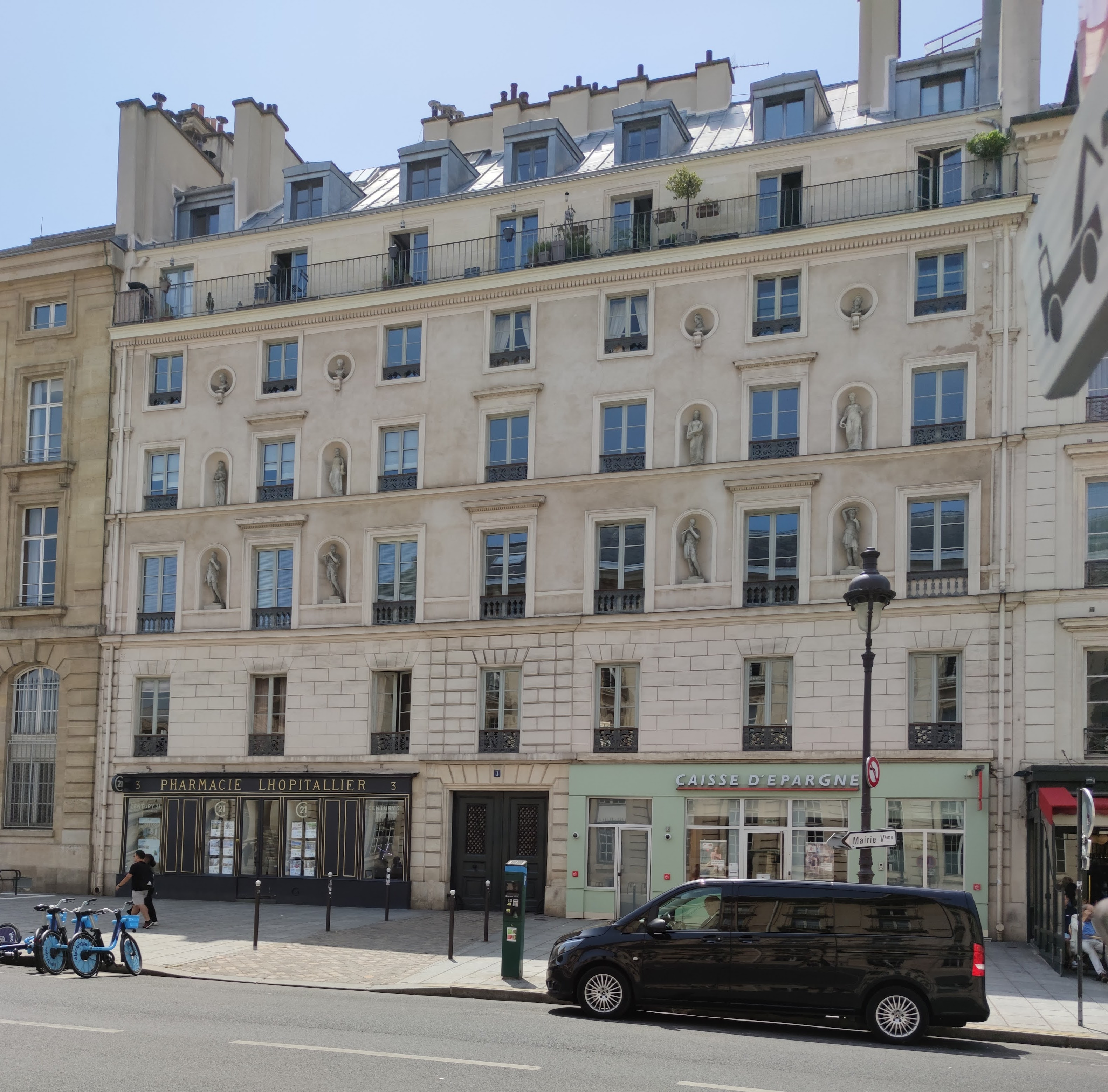
No 3.

- No 3 : immeuble de style Restauration[7]. Une pharmacie était installée à cette adresse depuis 1859. En 1892, elle est reprise par Octave Lhopitallier puis, en 1922, par son fils Henri et enfin, en 1972, par son petit-fils Roger. La pharmacie Lhopitallier, qui compte parmi ses clients l’écrivain Max Gallo et l’homme politique Laurent Fabius, ferme définitivement ses portes en 2012, le pharmacien, Roger Lhopitallier, faisant alors don du décor de son officine au musée Carnavalet[8],[9]. En 1977, la pharmacie reçoit le prix de la plus belle devanture de Paris[10]. La façade de la pharmacie a été conservée mais elle accueille de nos jours une boutique de vêtements. Sa devanture a été sauvée car les travaux effectués près d'un monument historique important (le Panthéon dans ce cas) doivent passer le filtre d'une commission[11].

L'architecte Gustave Adolphe Gerhardt (1843-1921) avait un appartement dans cet immeuble, où il mourut le 12 février 1921. Le philosophe et sociologue Edgar Morin habite l’immeuble de 1957 à 1962 dans un appartement de quatre pièces « assez vaste ».
- No 12 : domicile du géographe Onésime Reclus (1837-1916), qui y est mort[13].
- No 13 : siège de la librairie et des Éditions A. Pedone, classé.
- No 20 : c'est à cet emplacement que se situait au XIIIe siècle le Parloir aux bourgeois, siège de la municipalité parisienne.
- No 24 : 
  - dans cet immeuble se trouvait la librairie de l'éditeur Cotillon et de son successeur F. Pichon, libraire du Conseil d'État en 1889.
  - l'immeuble a également été habité par le neurophysiologiste Alfred Vulpian[14], une plaque lui rendant hommage.

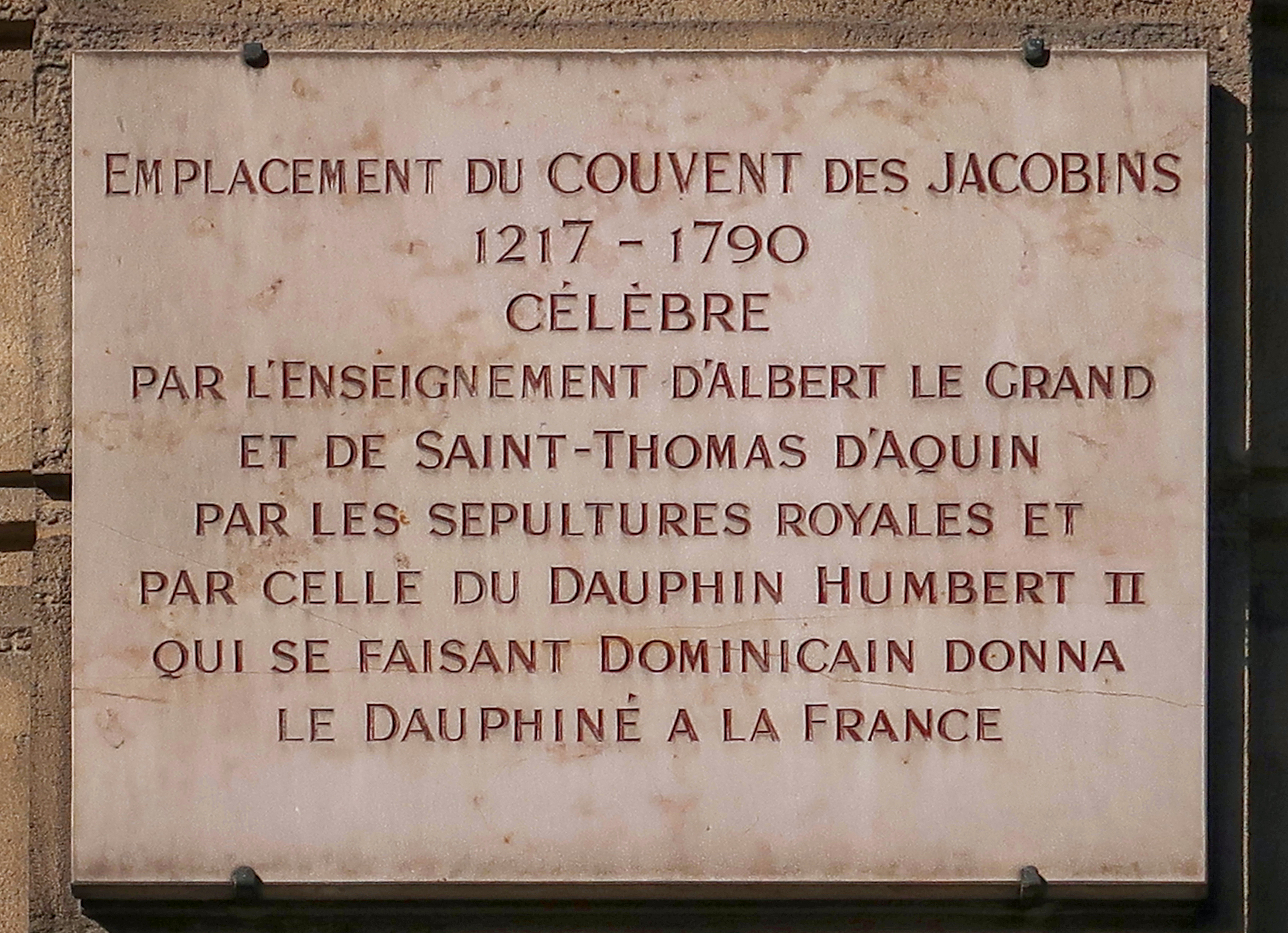
Plaque au no 14 rappelant l'emplacement du couvent des Jacobins.
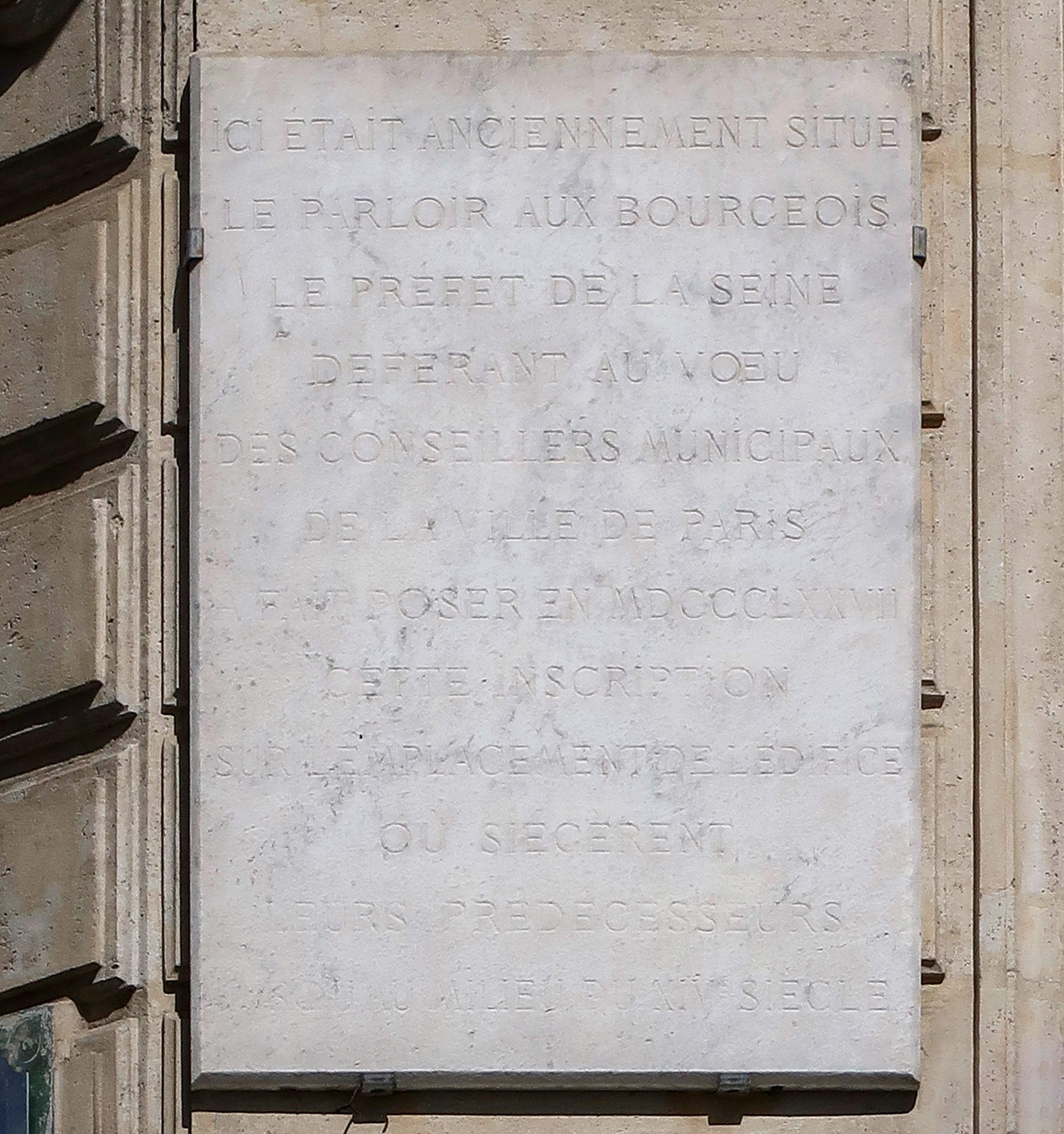
Plaque au no 20, au croisement avec la rue Victor-Cousin.
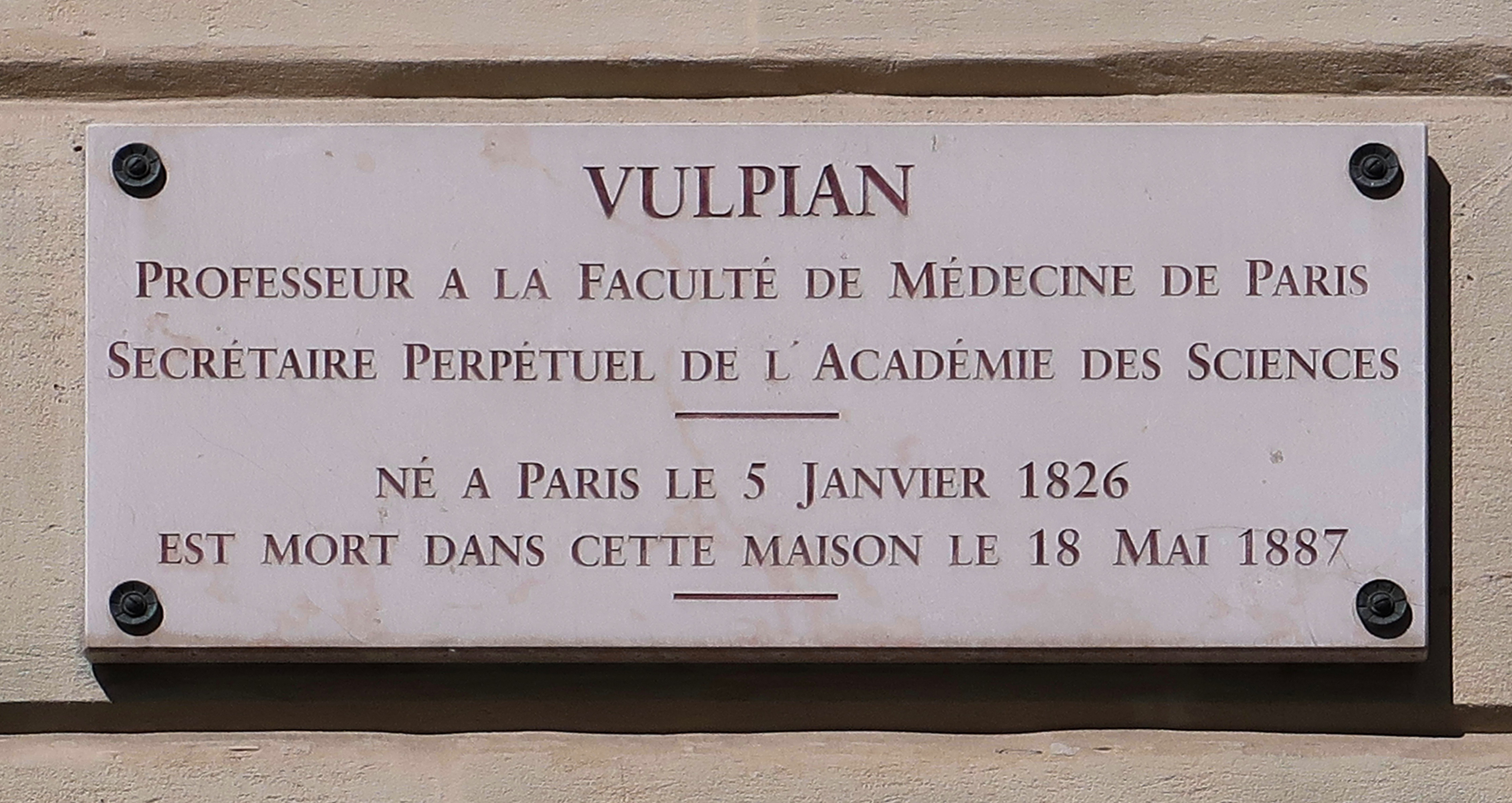
Plaque au no 24.

## Dans la culture
- La rue est citée dans plusieurs chansons au XXe siècle comme Quartier Latin, de Léo Ferré et Place des Grands Hommes, de Patrick Bruel.
- La rue apparaît dans un travelling du film Un monde sans pitié (1989), scène où Hyppo et Halpern discutent en descendant la rue avant d'entrer dans un Free Time.